# 2004년 칸 영화제
2004년 칸 영화제는 2004년 5월 12일부터 5월 23일까지 개최되었다. 황금종려상은 마이클 무어 감독의 미국 영화 《화씨 9/11》이 수상하였다.

## 심사위원
- 쿠엔틴 타란티노 (심사위원장)
- 에마뉘엘 베아르
- 에드위지 당티카
- 틸다 스윈턴
- 캐서린 터너
- 베누아 포엘부르데
- 제리 샤츠버그
- 서극
- 피터 본 바흐

## 상영작

### 경쟁 부문
- 《2046》 왕자웨이
- 《클린》 올리비에 아사야스
- 《룩 앳 미》 아녜스 자우이
- 《아무도 모른다》 고레에다 히로카즈
- 《모터싸이클 다이어리》 월터 살레스
- 《에쥬케이터》 한스 바인가르트너
- 《추방된 사람들》 토니 가트리프
- 《화씨 9/11》 마이클 무어
- 《이노센스》 오시이 마모루
- 《홀리 걸》 루크레시아 마르텔
- 《레이디킬러》 코언 형제
- 《사랑의 결과》 파올로 소렌티노
- 《피터 셀러스의 삶과 죽음》 스테판 홉킨스
- 《신의 물방울, 몬도비노》 조나단 노시터
- 《올드보이》 박찬욱
- 《슈렉 2》 앤드루 애덤슨, 켈리 애스버리, 콘래드 버논
- 《열대병》 아피찻퐁 위라세타쿤
- 《여자는 남자의 미래다》 홍상수
- 《삶은 기적이다》 에미르 쿠스투리차

### 주목할 만한 시선
- 《청풍명월》 김의석

## 수상
- 황금종려상 - 《화씨 9/11》 (마이클 무어)
- 그랑프리 - 《올드보이》 (박찬욱)
- 남우주연상 - 야기라 유야 (《아무도 모른다》)
- 여우주연상 - 장만옥 (《클린》)
- 심사위원상 - 《열대병》 (아피찻퐁 위라세타쿤)